# Ivan Buntić
Ivan Buntić (* 8. Oktober 1991) ist ein ehemaliger kroatisch-deutscher Basketballspieler.  Buntić, dessen Eltern Robert und Petrana Buntić ebenfalls Basketballspieler waren, spielte ab 2010 für verschiedene Vereine in der zweithöchsten deutschen Herren-Spielklasse ProA, unterbrochen durch jeweils eine Saison in Luxemburg sowie bei seinem Stammverein aus Völklingen im Saarland. Die meiste Zeit blieb er in Paderborn. Sein zwei Jahre jüngerer Bruder Luka Buntić absolvierte Einsätze in der höchsten Spielklasse Basketball-Bundesliga für die Vereine TBB Trier und EWE Baskets Oldenburg.

## Karriere
Buntić wuchs im Saarland auf, nachdem sich seine Eltern nach ihren Basketballkarrieren dort niedergelassen hatten. Sein Vater Robert, der erstklassig für KK Zagreb in seiner Heimat sowie in der 2. Basketball-Bundesliga für den TSV Speyer aktiv gewesen war, hatte eine Arbeitsstelle in Geislautern gefunden und betätigte sich wie seine Frau später auch als Basketballtrainer unter anderem beim Viertligisten Baskets 98 aus Völklingen. Trainierte Ivan zunächst noch unter der Ägide seines Vaters, verstärkte er als 18-Jähriger die Nachwuchsmannschaft des Erstligisten TBB Trier in der Nachwuchs-Basketball-Bundesliga (NBBL). Mittels Doppellizenz kam er zum Ende der ProA 2009/10 bereits zu seinen ersten drei Einsätzen bei den Saar-Pfalz Braves aus Homburg an der Saar, der von seinem Landsmann Nenad Josipović trainiert wurde, in der zweithöchsten deutschen Herren-Spielklasse. Die Braves verpassten am Ende der Spielzeit auf dem dritten Platz nur um einen Sieg eine Platzierung, die zum sportlichen Aufstieg berechtigt hätte. In der ProA 2010/11, in der Buntić auf weitere fünf Kurzeinsätze bei den Braves in der ProA gekommen war, gehörten die Saarländer auf dem fünften Platz am Saisonende erneut dem oberen Tabellendrittel an.
Nachdem Buntić’ Entwicklung bei den Braves in der Saison 2010/11 stagniert hatte, wechselte er zur Saison 2011/12 in die luxemburgische Liga zum Altmeister BBC Amicale aus Steinsel. Der Verein fiel in der Finalrunde vom dritten Hauptrundenplatz auf den fünften Platz zurück und verpasste damit die Play-offs um die Meisterschaft. Anschließend kehrte Buntić zu seinem Stammverein Baskets 98 nach Völklingen zurück, mit dem er in der Saison 2012/13 in der viertklassigen Regionalliga spielte. In der ProA 2013/14 unternahm Buntić einen neuen Anlauf in der zweithöchsten Spielklasse, wo er unter dem serbischstämmigen Branislav Ignjatović nach einer Verletzungspause eine neue Chance erhielt. In Kirchheim wurde er zwar regelmäßig eingesetzt, kaum jedoch über eine Spielzeit von durchschnittlich gut sechs Minuten pro Spiel nicht hinaus. Die Kirchheimer konnten sich nach einer schwachen Vorsaison wieder mit ausgeglichener Saisonbilanz auf dem zehnten Platz im Tabellenmittelfeld platzieren, verpassten aber die Play-offs um den Aufstieg. Zur folgenden Saison ProA 2014/15 wechselte Buntić zum Tabellennachbarn Paderborn. Beim ehemaligen Erstligisten konnte er seine durchschnittlichen Spielanteile beinahe verdoppeln und kam auf über elf Minuten Einsatzzeit pro Spiel. Den sportlich errungenen Klassenerhalt konnten die Paderborner erst durch einen Widerspruch gegen eine Spielwertung sicherstellen. Buntić wurde in Paderborn Mannschaftskapitän sowie Liebling der Heimzuschauer und blieb bis 2021, als ihn eine Knieverletzung, die er sich im Februar 2021 zugezogen hatte, zum Rücktritt vom Leistungssport zwang.